# Mycomya digitifera
Mycomya digitifera är en tvåvingeart som först beskrevs av Edwards 1925.  Mycomya digitifera ingår i släktet Mycomya och familjen svampmyggor. Arten har ej påträffats i Sverige. Inga underarter finns listade i Catalogue of Life.